# Donja Sipulja
Donja Sipulja (en serbe cyrillique : Доња Сипуља) est un village de Serbie situé sur le territoire de la Ville de Loznica, district de Mačva. Au recensement de 2011, il comptait 176 habitants.

## Démographie
| 1948 | 1953 | 1961 | 1971 | 1981 | 1991 | 2002 | 2011 |
| ---- | ---- | ---- | ---- | ---- | ---- | ---- | ---- |
| 932  | 916  | 799  | 623  | 444  | 320  | 244  | 176  |

|  |